# Karunaratne Abeysekera
Karunaratne Abeysekera (ur. 1930 w pobliżu Matary na Sri Lance, zm. 1983) – syngaleski poeta, piosenkopisarz oraz dziennikarz radiowy. Abeysekera napisał ponad 2000 tekstów piosenek.